# 艾因阿拜薩
36°18′00″N 5°17′42″E / 36.30000°N 5.29500°E

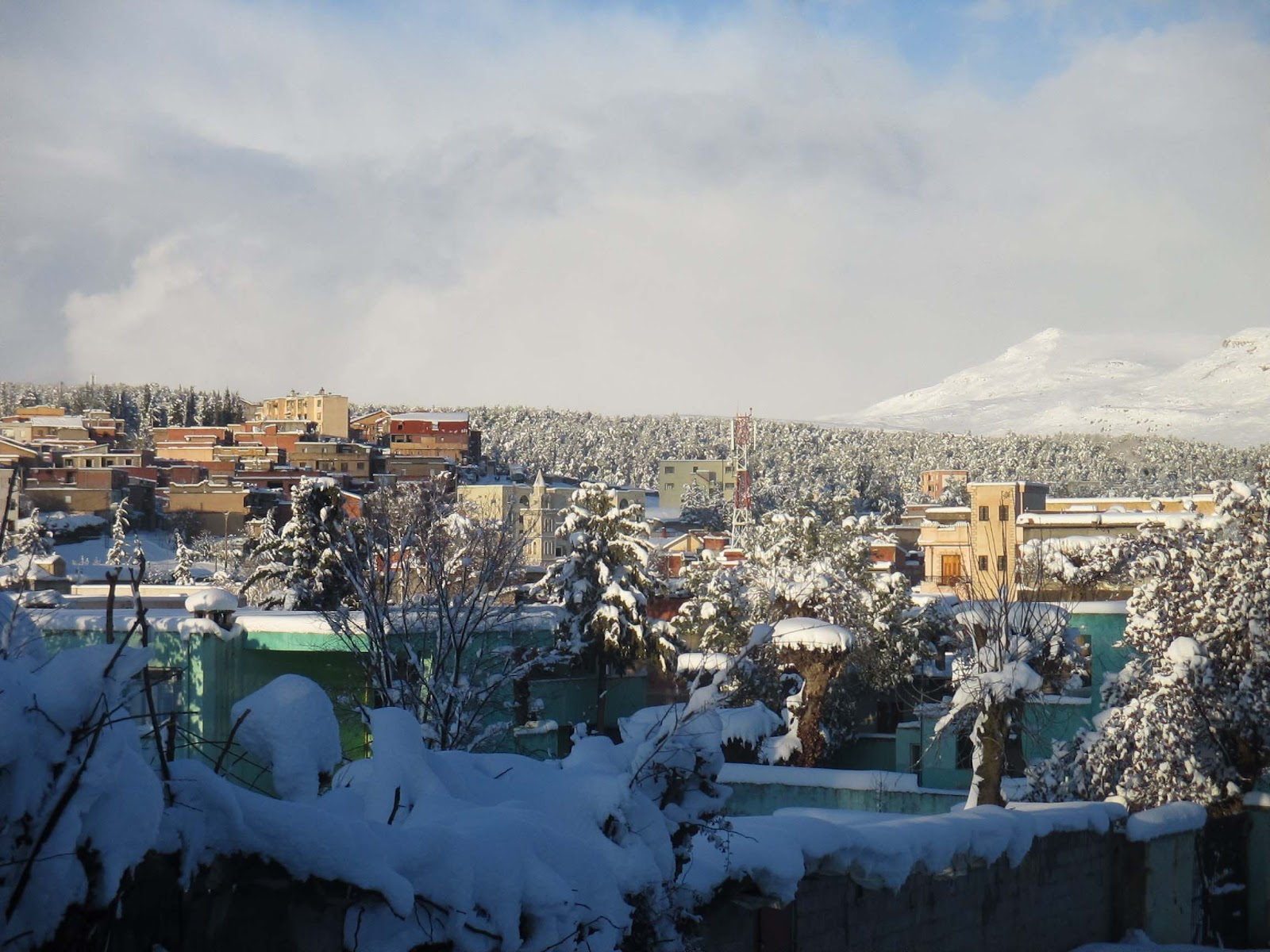
艾因阿拜薩

艾因阿拜薩（阿拉伯语：‎），是阿爾及利亞的城鎮，位於該國北部塞提夫省，由艾因阿爾納特區負責管轄，面積163平方公里，2008年人口16,770，人口密度每平方公里103人。